# 彦太忍信命
彦太忍信命（ひこふつおしのまことのみこと，?—?）是记纪等史书中记载的古代日本皇族（王族）。
日本书纪中记作彦太忍信命，古事记中记作比古布都之信命。
孝元天皇的皇子，武内宿祢父亲或祖父。 记纪中没有记载有关的事迹。

## 简介
彦太忍信命是孝元天皇和伊香色谜命（いかがしこめのみこと）所生的皇子。
在日本书纪中，孝元天皇7年2月2日条记载，彦太忍信命是武内宿祢的爷爷。又因为在同书的景行天皇3年2月1日条记载，武内宿祢的父亲是屋主忍男武雄心命，所以屋主忍男武雄心命是彦太忍信命的儿子。
另一方面在古事记中，彦太忍信命娶了木国造的宇豆比古（うずひこ）的妹妹山下影日売，随后生了建内宿祢(武内宿祢)，即彦太忍信命是建内宿祢的父亲。